# Jordi Agustí i Ballester
Jordi Agustí i Ballester (Barcelona, 1954) és un paleontòleg català. El 1981 es doctorà en ciències biològiques per la Universitat de Barcelona sota la direcció de Miquel Crusafont i Pairó de Sabadell. De 1985 a 2005 fou director de l'Institut de Paleontologia Miquel Crusafont. Des del 2005 és professor d'investigació a l'Institut Català de Paleoecologia Humana i Evolució Social de la Universitat Rovira i Virgili.
El 1976, juntament amb Josep Gibert Clols i Narcís Sánchez, va descobrir el jaciment de Venta Micena al poble d'Orce a província de Granada, on l'estiu organitzaren una campanya d'excavació amb Salvador Moyà-Solà i Joan Pons-Moyà. Allí hi descobrí el 1982 el fragment de crani VM-0, també anomenat home d'Orce. Tanmateix, ell és partidari de la teoria segons la qual el fragment pertany a un ase jove.
La seva tasca de recerca s'ha centrat en l'estudi dels micromamífers fòssils des del doble vessant evolutiu i paleoecològic i ha dirigit diversos projectes europeus així com campanyes paleontològiques al nord d'Àfrica i a Geòrgia. També fou el descobridor de VM-0 i partidari de la hipòtesi de l'ase jove.
Té publicats més de 250 treballs en revistes científiques nacionals i estrangeres sobre l'evolució dels petits mamífers en els darrers 10 milions d'anys.
El 1999 va ingressar en la Reial Acadèmia de Ciències i Arts de Barcelona. El 2003 va rebre la Medalla Narcís Monturiol al mèrit científic de la Generalitat de Catalunya.

## Obres
- Roedores miomorfos del neógeno de Cataluña (1981)
- La evolución y sus metáforas (1994)
- Els fòssils. A la recerca del temps perdut (1995)
- Memoria de la Tierra (1997)
- Global events and Neogene evolution of the Mediterranean (coordinador, 1992)
- Influence of climate on faunal evolution in the Quaternary (coordinador, 1995)
- La lógica de las extinciones (coordinador, 1996)
- Mammoths, sabertooths, and hominids : 65 million years of mammalian evolution in Europe (2002)
- El secret de Darwin (2002), Premi de Literatura Científica de la Fundació Catalana per a la Recerca.
- Fósiles, genes y teorías. Diccionario heterodoxo de la evolución (2004)
- Del Turkana al Cáucaso. Una de las primeras grandes aventuras de la historia (2005)
- La Gran migración : la evolución humana más allá de África (2011)